# Sri Lanka na Letnich Igrzyskach Olimpijskich 2004
Sri Lankę na Letnich Igrzyskach Olimpijskich 2004 reprezentowało siedmioro zawodników. Był to czternasty start Sri Lanki na letnich igrzyskach olimpijskich.

## Dyscypliny

### Lekkoatletyka
Kobiety
| Zawodniczka            | Konkurencja  | Eliminacje | Eliminacje | Ćwierćfinał                   | Ćwierćfinał                   | Półfinał                      | Półfinał                      | Finał                         | Finał                         |
| Zawodniczka            | Konkurencja  | Wynik      | Miejsce    | Wynik                         | Miejsce                       | Wynik                         | Miejsce                       | Wynik                         | Miejsce                       |
| ---------------------- | ------------ | ---------- | ---------- | ----------------------------- | ----------------------------- | ----------------------------- | ----------------------------- | ----------------------------- | ----------------------------- |
| K V Damayanthi Dharsha | bieg na 400m | 54.58      | 38         | Odpadła z dalszej rywalizacji | Odpadła z dalszej rywalizacji | Odpadła z dalszej rywalizacji | Odpadła z dalszej rywalizacji | Odpadła z dalszej rywalizacji | Odpadła z dalszej rywalizacji |

Mężczyźni
| Zawodnik                  | Konkurencja  | Eliminacje | Eliminacje | Ćwierćfinał                  | Ćwierćfinał                  | Półfinał                     | Półfinał                     | Finał                        | Finał                        |
| Zawodnik                  | Konkurencja  | Wynik      | Miejsce    | Wynik                        | Miejsce                      | Wynik                        | Miejsce                      | Wynik                        | Miejsce                      |
| ------------------------- | ------------ | ---------- | ---------- | ---------------------------- | ---------------------------- | ---------------------------- | ---------------------------- | ---------------------------- | ---------------------------- |
| Rohan Pradeep Kumara      | bieg na 400m | 46.20      | 33         | Odpadł z dalszej rywalizacji | Odpadł z dalszej rywalizacji | Odpadł z dalszej rywalizacji | Odpadł z dalszej rywalizacji | Odpadł z dalszej rywalizacji | Odpadł z dalszej rywalizacji |
| Anuradha Cooray           | maraton      |            |            |                              |                              |                              |                              | 2:19:34                      | 30                           |
| Manjula Kumara Wijesekera | skok wzwyż   | 2.20 m     | 20         |                              |                              |                              |                              | Odpadł z dalszej rywalizacji | Odpadł z dalszej rywalizacji |

### Pływanie
Kobiety
| Zawodniczka     | Konkurencja         | Eliminacje | Eliminacje | Półfinał                      | Półfinał                      | Finał                         | Finał                         |
| Zawodniczka     | Konkurencja         | Czas       | Miejsce    | Czas                          | Miejsce                       | Czas                          | Miejsce                       |
| --------------- | ------------------- | ---------- | ---------- | ----------------------------- | ----------------------------- | ----------------------------- | ----------------------------- |
| Menaka de Silva | 50m stylem dowolnym | 28.93      | 52         | Odpadła z dalszej rywalizacji | Odpadła z dalszej rywalizacji | Odpadła z dalszej rywalizacji | Odpadła z dalszej rywalizacji |

Mężczyźni
| Zawodnik       | Konkurencja             | Eliminacje | Eliminacje | Półfinał                     | Półfinał                     | Finał                        | Finał                        |
| Zawodnik       | Konkurencja             | Czas       | Miejsce    | Czas                         | Miejsce                      | Czas                         | Miejsce                      |
| -------------- | ----------------------- | ---------- | ---------- | ---------------------------- | ---------------------------- | ---------------------------- | ---------------------------- |
| Conrad Francis | 100 m stylem motylkowym | 56.80      | 52         | Odpadł z dalszej rywalizacji | Odpadł z dalszej rywalizacji | Odpadł z dalszej rywalizacji | Odpadł z dalszej rywalizacji |

### Strzelectwo
Kobiety
| Zawodniczka           | Konkurencja          | Kwalifikacje | Kwalifikacje | Finał                         | Finał                         |
| Zawodniczka           | Konkurencja          | Wynik        | Miejsce      | Wynik                         | Miejsce                       |
| --------------------- | -------------------- | ------------ | ------------ | ----------------------------- | ----------------------------- |
| Pushpamali Ramanayake | karabin pneumatyczny | 386          | 38           | Odpadła z dalszej rywalizacji | Odpadła z dalszej rywalizacji |
| Pushpamali Ramanayake | karabin 3 postawy    | 567          | 25           | Odpadła z dalszej rywalizacji | Odpadła z dalszej rywalizacji |